# 阿马尔·巴格达什
阿马尔·巴格达什（羅馬化：Ammar Bakdash；1954年8月16日—2025年7月12日）是叙利亚的一个政治家和经济学家。他出生于大马士革。曾任叙利亚共产党（巴格达什派）总书记（2010年—2025年）、人民议会财政法律委员会主席。2024年12月阿薩德政權垮台后，他流亡希腊；2025年7月12日，因心脏病发作，在雅典去世。